# Rough Fell
Rough Fell là tên của một loài cừu được lai tạo bắt nguồn từ Anh.